# Flávio Pinho
Flávio Pinho, pseud. Florindo, (ur. 5 października 1929 w Nova Friburgo, zm. 23 lutego 2021) – brazylijski piłkarz, występujący na pozycji obrońcy.

## Kariera klubowa
Karierę piłkarską rozpoczął w klubie SC Internacional w 1951 roku. Z Internacionalem czterokrotnie zdobył mistrzostwo stanu Rio Grande do Sul – Campeonato Gaúcho w 1951, 1952, 1953 i 1955 roku. W 1960 roku grał w CR Flamengo. Florindo występował jeszcze w Nacional Porto Alegre i Botafogo FR.

## Kariera reprezentacyjna
W reprezentacji Brazylii zadebiutował 1 marca 1956 w wygranym 2-1 meczu z reprezentacją Chile podczas Mistrzostw Panamerykańskich, które Brazylia wygrała. Na turnieju w Meksyku wystąpił we wszystkich pięciu meczach z Chile, Peru, Meksykiem, Kostaryką i Argentyną.